# Dolf Coppes
Adolf  Robert (Dolf) Coppes (Enschede, 25 oktober 1925 - Amersfoort, 9 januari 2001) was een Nederlandse priester, hulpverlener, publicist, en politicus.

## Levensloop
Hij studeerde filosofie en theologie. Nadat hij in 1952 priester was gewijd, deed hij pastoraal werk in Wierden, Amersfoort en Arnhem. In 1972 werd hij teruggebracht tot de lekenstand door laïcisering, nadat hij de celibaatsgelofte ook in zijn persoonlijke leven had verworpen.
In 1966 richtte hij Stichting Korrelatie op, een telefonische hulpdienst, en hij was daarvan tot 1971 voorzitter.
Coppes zette zich jarenlang in voor Latijns-Amerika en richtte in 1965 CLAT-Nederland op, een solidariteitsbeweging met de socialistische vakbonden aldaar. Hij was ook zeven jaren voorzitter van de NCO, de voorganger van de huidige NCDO, Nationale Commissie voor Internationale Samenwerking en Duurzame Ontwikkeling.
Tussen 1972 en 1977 was hij lid van de Tweede Kamer voor de Politieke Partij Radikalen (PPR), waarvan hij mede-oprichter en gedurende twee jaar voorzitter was.
De idealist en spirituele radicaal Dolf Coppes bedreef met hart en ziel politiek, maar hij achtte zichzelf eigenlijk niet zeer geschikt voor het harde politieke bedrijf.  
Begin jaren ’80 trok hij zich daaruit terug en wijdde hij zich aan het verbinden van zijn Rooms-Katholieke theologische achtergrond en zijn rijke pastorale ervaring met de Psychosynthese van Assagioli. De laatste jaren van zijn leven leidde hij in Amersfoort met Sylvia Los de Stichting ‘Lichtpunt’, een stilte- en werkplaats voor persoonlijke groei naar eenwording.

## Pastor / hulpverlener
De jonge kapelaan Dolf Coppes zag al vroeg de waarde in van radio en tv voor het overbrengen van zijn boodschap. Hij was begin jaren zestig dagsluiter van de KRO-tv. Op kerstavond 1964 stond hij met dominee Alje Klamer van het IKOR (later IKON)-radiopastoraat en Leger des Heils-majoor Van Dalen aan de wieg van Stichting Korrelatie. Hun doel was telefonisch mensen te helpen, die eenzaam waren of geestelijk in de knoop zaten. Veel mensen bleken behoefte te hebben aan een gesprek. De drie telefoonlijnen waren de hele avond overbezet. Het contact via de radio bleef in een behoefte voorzien. Daarom stelde de AVRO ruimte in de ether ter beschikking.

## Publicist
Van zijn hand verschenen tal van artikelen over pastorale, maatschappelijke en politieke onderwerpen.
In druk verschenen:
- Totdat hij terugkomt, Bilthoven : Nelissen, [1959]
- Daarom, mijnheer, apologie tegen de encycliek 'Humanae Vitae' van Paus Paulus VI, 1966
- Waarom kom je niet terug : gelijkenissen, Baarn : Ten Have, 1974, ISBN 90-259-4048-X
- Gekooide kondor : over ontwikkelingssamenwerking, Amsterdam : PPR-Studiestichting, 1981, ISBN 90-70354-04-7
- De tijd van je leven. Klein Getijdenboek, Amersfoort : De Horstink, 1982, ISBN 90-6184-117-8
- Omzien naar een nieuwe tijd : vormen van toekomstgericht holisme, Egbert van Dalen, Delft : Meinema, 1988, ISBN 90-211-3532-9
- Jaarring : getijdenboek, Kampen : Kok, 1996, ISBN 90-242-8930-0

## Relatie met 'Rome' en persoonlijk leven
Dolf Coppes behoorde tot de groep Rooms-Katholieke geestelijken, die in 1968 de 'Lente in Rooms-Katholiek Nederland' gestalte gaven. Van de dwarsligger Huub Oosterhuis, die in Amsterdam koos voor een vrije opstelling tegenover de top in Rome, de studentenpastor Jan van Kilsdonk, die met Septuagint - het blazoen van zeventig progressieve priesters, tot de dominicaanse theoloog Edward Schillebeeckx, die vanwege vermeende ketterijen door het Vaticaan op het matje werden geroepen. Coppes en Oosterhuis waren voorbeelden van (ex-)priesters, die zo ver gingen dat ze het celibaat afzwoeren, in het huwelijk traden en een gezin stichtten. Dolf Coppes werd vader van twee kinderen.

## Hoorzitting Radio Veronica
In juni 1973 was Coppes namens de PPR woordvoerder in de hoorzittingen in de Tweede Kamer rond Radio Veronica, dat met sluiting werd bedreigd. De PPR gaf geen steun aan een plan van onder meer de VVD om Veronica legaal en commercieel uit te laten zenden, maar riep de bestaande publieke omroepen juist op om Radio Veronica tot het publieke bestel toe te laten. Opvallend aan zijn betoog was dat hij enkele regels tekst citeerde van de plaat die op dat moment op nummer 1 stond in de Top 40 van Veronica: Power to all our friends van Cliff Richard, een van de weinige keren dat een popliedje is gebruikt in een betoog in de Tweede Kamer.